# Rudolf Wegner

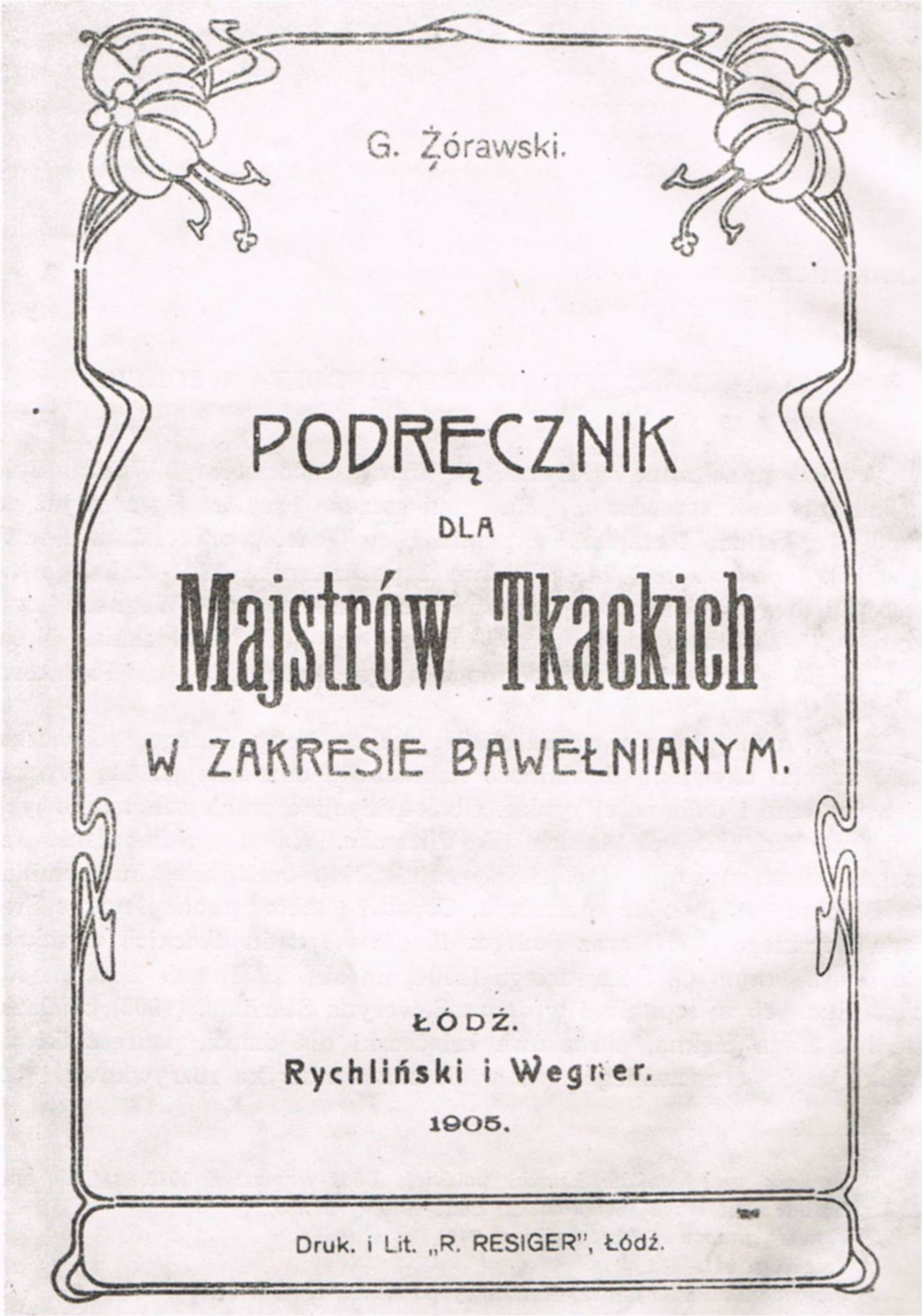
G. Żórawski, „Podręcznik dla Majstrów Tkackich”, Rychliński i Wegner, Łódź 1905

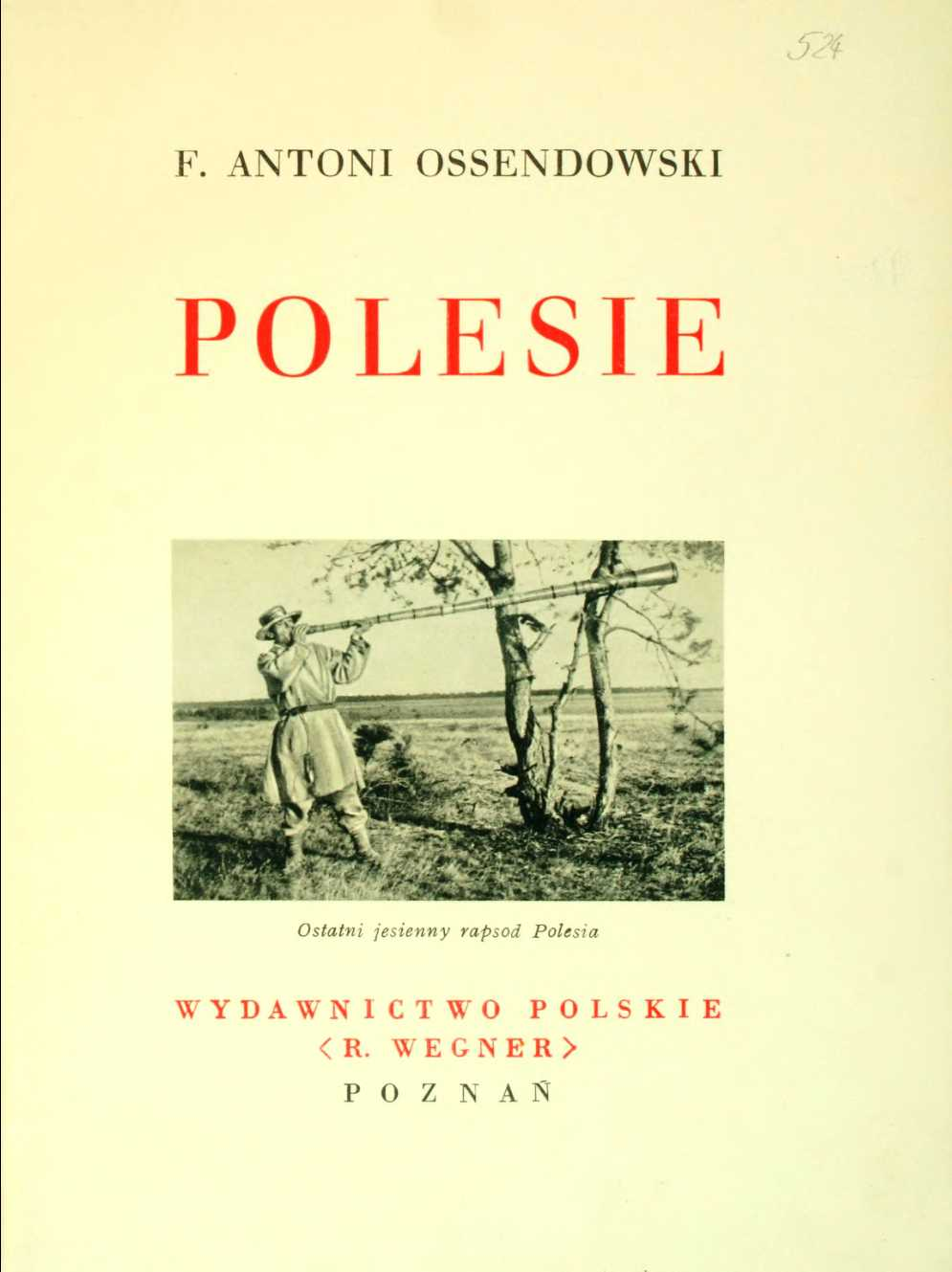
Ferdynand Ossendowski, „Polesie”, Wydawnictwo Polskie R. Wegnera, Poznań 1934 (seria „Cuda Polski”). Wegner był nie tylko wydawcą dzieł Ossendowskiego, ale i jego przyjacielem

Rudolf Wegner (ur. 1876/1877 w Łodzi lub Brzezinach, zm. 13 lipca 1941 w Warszawie) – polski księgarz i wydawca. Współzałożyciel (1917) i dyrektor Wydawnictwa Polskiego we Lwowie i Poznaniu, od roku 1928 jego właściciel (pod nazwą Wydawnictwo Polskie R. Wegnera). Zaliczany do najpoważniejszych wydawców polskich przed II wojną światową, określany jako „jeden z najwybitniejszych animatorów kultury nieistniejącego państwa polskiego” oraz „Borowiecki książki polskiej”. Miał dwoje dzieci, syna Tomasza (zm. 1910) i Irenę (1908–1999).

## Życiorys
Urodził się w roku 1876 lub 1877 w Łodzi lub pobliskich Brzezinach, w ówczesnym Królestwie Polskim. Ze względów zdrowotnych – chorował na płuca – młodość spędził głównie w Szwajcarii. Tam też ukończył studia, obracając się w kręgach młodej, patriotycznej emigracji polskiej. Wegner miał tytuł filistra honoris causa korporacji akademickiej „Hermesia”. Po odbyciu praktyki w Pestalozzi Verlag powrócił do Polski. Dzięki uzyskanemu wykształceniu i znajomości języków obcych (niemieckiego, francuskiego i włoskiego) łatwo znalazł zatrudnienie w dziale książek zagranicznych firmy księgarskiej Edwarda Wendego. Po kilku latach, w roku 1901, wraz ze wspólnikiem, Zygmuntem Rychlińskim, kupił księgarnię przy ul. Piotrkowskiej w Łodzi, filię wydawnictwa „Gebethner i Wolff”. Nowe przedsięwzięcie szybko odniosło sukces, m.in. dzięki sprzedaży pozycji zakazanych przez cenzurę rosyjską. Firma prowadziła też intensywną działalność wydawniczą, publikując m.in. książki naukowe, popularnonaukowe, podręczniki, nuty, literaturę piękną, a także czasopisma – humorystyczną „Łodziankę” i fachowe „Czasopismo Lekarskie”. W tym okresie ożenił się z Wandą Welke, córką zamożnego współzałożyciela fabryki marmurów kieleckich. Na weselu obecni byli m.in. Henryk Sienkiewicz, Jan Styka i Ignacy Chrzanowski. W roku 1905 spółka Rychliński-Wegner została zlikwidowana. Przyczyną były trudności finansowe, a także podejrzenia władz carskich o udział Wegnera w rewolucji 1905 roku oraz rozpowszechnianie książek poza cenzurą, co zmusiło Wegnera do nagłego wyjazdu z Łodzi w obawie przed aresztowaniem. W roku 1906 przeniósł się do Lwowa, gdzie w latach 1907–1912 pracował w wydawnictwie H. Altenberg, G. Seyfarth, E. Wende i S-ka. Altenberg znany był z dużej dbałości o estetykę swoich produktów, co prawdopodobnie wywarło znaczący wpływ na Wegnera i jego późniejsze wydawnictwo. Dzięki listowi polecającemu do księcia Andrzeja Lubomirskiego uzyskał następnie posadę kierownika technicznego lub pierwszego „doradcy-specjalisty” w Zakładzie Narodowym im. Ossolińskich, w którym Lubomirski był kuratorem. Pracował tam do roku 1917, m.in. organizując rozbudowę drukarni i kupując dla niej sprzęt. W roku 1914 wraz z Lubomirskim i Ludwikiem Bernackim przeniósł się do Wiednia. W mieście tym spędził z rodziną (żoną i córką Ireną urodzoną jeszcze we Lwowie) okres I wojny światowej (1914–1917).

### Dwudziestolecie międzywojenne
Po odzyskaniu niepodległości powrócił z rodziną do Lwowa. W roku 1917 zawiązał spółkę akcyjną, która pozwoliła na powołanie w listopadzie tegoż roku Wydawnictwa Polskiego z siedzibą we Lwowie. Udziałowcami spółki byli m.in. Ignacy Mościcki, Antoni Jakubski, Marian Kukiel, Tadeusz Kutrzeba, Roman Odzierzyński, Aleksander Litwinowicz. W lipcu 1920 wyjechał służbowo do Warszawy, skąd po zwycięskiej Bitwie Warszawskiej udał się w podróż krajoznawczą po zachodniej i północnej Polsce. Odwiedził wówczas m.in. Poznań, który znacznie mniej niż Lwów i Warszawa ucierpiał podczas I wojny światowej. Atmosfera spokojnego, czystego i zadbanego miasta oraz namowy napotkanego tam przypadkiem dawnego przyjaciela, Czesława Kędzierskiego, skłoniły Wegnera do natychmiastowej przeprowadzki wraz z rodziną do Poznania. Otworzył tu oddział wydawnictwa, który wkrótce przekształcił w siedzibę główną.
W Poznaniu nastąpił szybki rozwój firmy, którą Wegner w 1928 roku wykupił na własność i zarejestrował pod nazwą Wydawnictwo Polskie Rudolfa Wegnera (lub jako Wydawnictwo Polskie (R. Wegner) Lwów – Poznań). Rocznie wydawano średnio ok. 300 tytułów. Polityką wydawniczą Wegnera było oferowanie wyłącznie książek wysokiej jakości, atrakcyjnych graficznie, starannie dopracowanych oraz na najwyższym poziomie literackim (w roku 1935 w „Kurierze Poznańskim” został nazwany fanatykiem ładnej książki). Jako cel postawił sobie udostępnienie czytelnikowi najlepszej literatury światowej (seria „Biblioteka Laureatów Nobla” – w sumie 80 tomów) oraz dorobku młodych pisarzy polskich (seria „Biblioteka Autorów Polskich”). Później wprowadził serie „Świat podróży i przygód” oraz szczególnie popularne „Cuda Polski” według projektu graficznego Jana Bułhaka. Seria ta, wielokrotnie wznawiana, nie była przez Wegnera traktowana wyłącznie komercyjnie; jej celem było m.in. upowszechnianie wiedzy o walorach Polski za granicą. Jej motto brzmiało „To Polska – to ojczyzna nasza”. Rozprowadzana była w znaczącej części poza rynkiem księgarskim oraz wykupywana przez organizacje rządowe i rozpowszechniana wśród dyplomatów zagranicznych. Łącznie Wegner wydał 10 serii tematycznych. Dużą wagę przykładał do tego, aby dzieła autorów zagranicznych były dobrze przetłumaczone (tłumaczami byli m.in. Józef Birkenmajer, Czesław Kędzierski, Leopold Staff, Jerzy Bandrowski, Florian Sobieniowski, Franciszek Mirandola i Stanisław Wasylewski) i wydane w jakości nieodbiegającej od oryginałów. Jakość wydawnictw Wegnera budziła podziw laureatów Nobla, np. Romain Rolland napisał:

Dziękuję Panom za dwa piękne egzemplarze „Duszy Zaczarowanej”, łaskawie mi nadesłane. Pragnąłbym, abyśmy posiadali we Francji „Bibliotekę Laureatów Nobla” tak artystycznie i z takim zrozmnieniem wydaną.

Sukces wydawniczy kolejnych serii przypisywany był starannemu przemyśleniu przez Wegnera ich tematyki i odpowiedniemu doborowi tomów. Ponadto wybrane pozycje Wydawnictwa Polskiego oferowane były w bibliofilskich wersjach luksusowych, w cenie 100–200 zł za egzemplarz; przeznaczone one były dla Ministerstwa Spraw Zagranicznych RP na cele reprezentacyjne.

### Okres II wojny światowej
Po wybuchu II wojny światowej Wegner został wysiedlony z Poznania i przeniósł się do Warszawy. Książki wydawnictwa z magazynu w Poznaniu zostały zarekwirowane i przeznaczone na przemiał, a we Lwowie zostały zniszczone. Cenne zbiory prywatne zostały spalone przez Niemców na placu Wolności w Poznaniu. Część nakładu – ok. 300 ton książek z zasobów poznańskich (zarówno ukrytych w piwnicy domu Wegnera przy ul. Słowackiego 8, jak i odzyskanych ze skonfiskowanej partii z magazynów kolejowych) – udało się jednak wywieźć do Warszawy do magazynu przy ul. Okrąg 6/8. W czasie okupacji książki te rozprowadzane były przez firmę działającą pod nazwą R. Wegner, Księgarnia Wydawnicza. W roku 1940 Wegner rozpoczął współpracę z konspiracyjnym Polskim Towarzystwem Wydawców Książek.

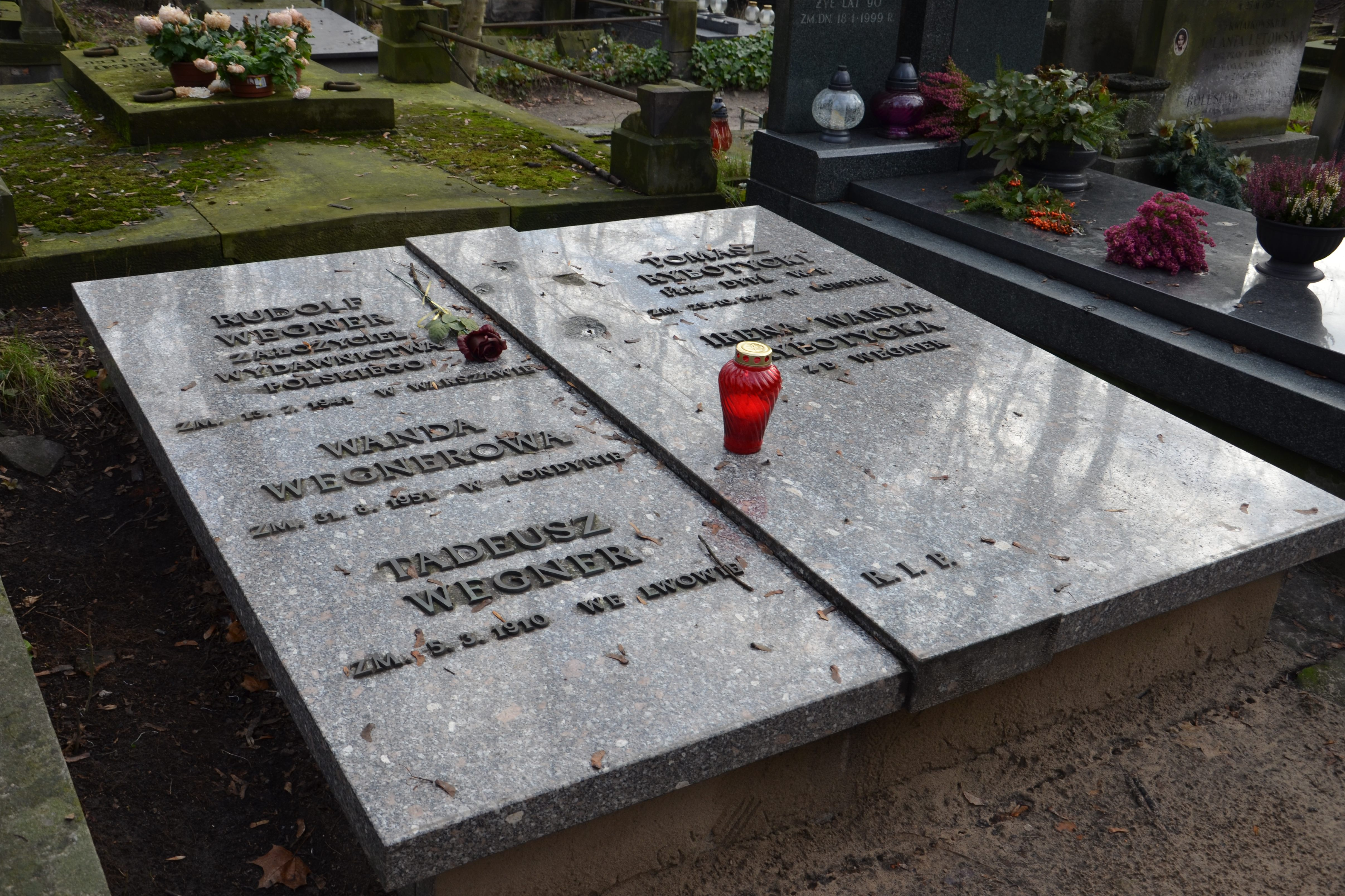
Grób Rudolfa Wegnera na warszawskich Powązkach

W roku 1940 Wegner miał już poważne problemy zdrowotne. Zmarł 13 lipca 1941 na zawał serca. Został pochowany w grobie rodzinnym na cmentarzu Powązkowskim (kwatera 198-2-19,20). Z tej przyczyny Wanda Wegner nie przyjęła oferty Jana Gebethnera, prezesa Polskiego Towarzystwa Wydawców Książek, pochowania męża przy alei zasłużonych. Znając ciężką sytuację ekonomiczną społeczeństwa polskiego, nie zaakceptowała też pieniędzy oferowanych przez związek na ustanowienie nagrody literackiej im. Wegnera, uznając, że czas na to będzie po zakończeniu wojny. Oferowane pieniądze poprosiła przekazać rodzinie Józefa Birkenmajera, który poległ w roku 1939 podczas oblężenia Warszawy.
W trakcie powstania warszawskiego pozostałe książki znajdujące się w magazynach wydawnictwa Wegnera uległy zniszczeniu. Po zakończeniu wojny Wanda Wegner wraz z córką Ireną i jej mężem, płk. Tomaszem Rybotyckim, kontynuowali działalność wydawniczą Rudolfa Wegnera w amerykańskiej strefie okupacyjnej Niemiec, a następnie na emigracji w Anglii, gdzie założyli wydawnictwo Tern (Rybitwa) Book Co. Ltd., publikujące głównie dawne pozycje Wydawnictwa Polskiego. W Polsce natomiast Wydawnictwo Polskie R. Wegnera działało jeszcze z powodzeniem w latach 1947–1950, kierowane przez przedstawicielkę właścicieli. W 1950 zostało zlikwidowane przez władze i przejęte przez Państwowy Instytut Wydawniczy.
Planowana Nagroda literacka im. Rudolfa Wegnera została ustanowiona dopiero w roku 1988 z fundacji Ireny Rybotyckiej, a jej laureatem został Czesław Bednarczyk.

## Ordery i odznaczenia
- Krzyż Oficerski Orderu Odrodzenia Polski (11 listopada 1937)[17]
- Krzyż Kawalerski Orderu Legii Honorowej (Francja, 1935)[2]